# La Giuditta

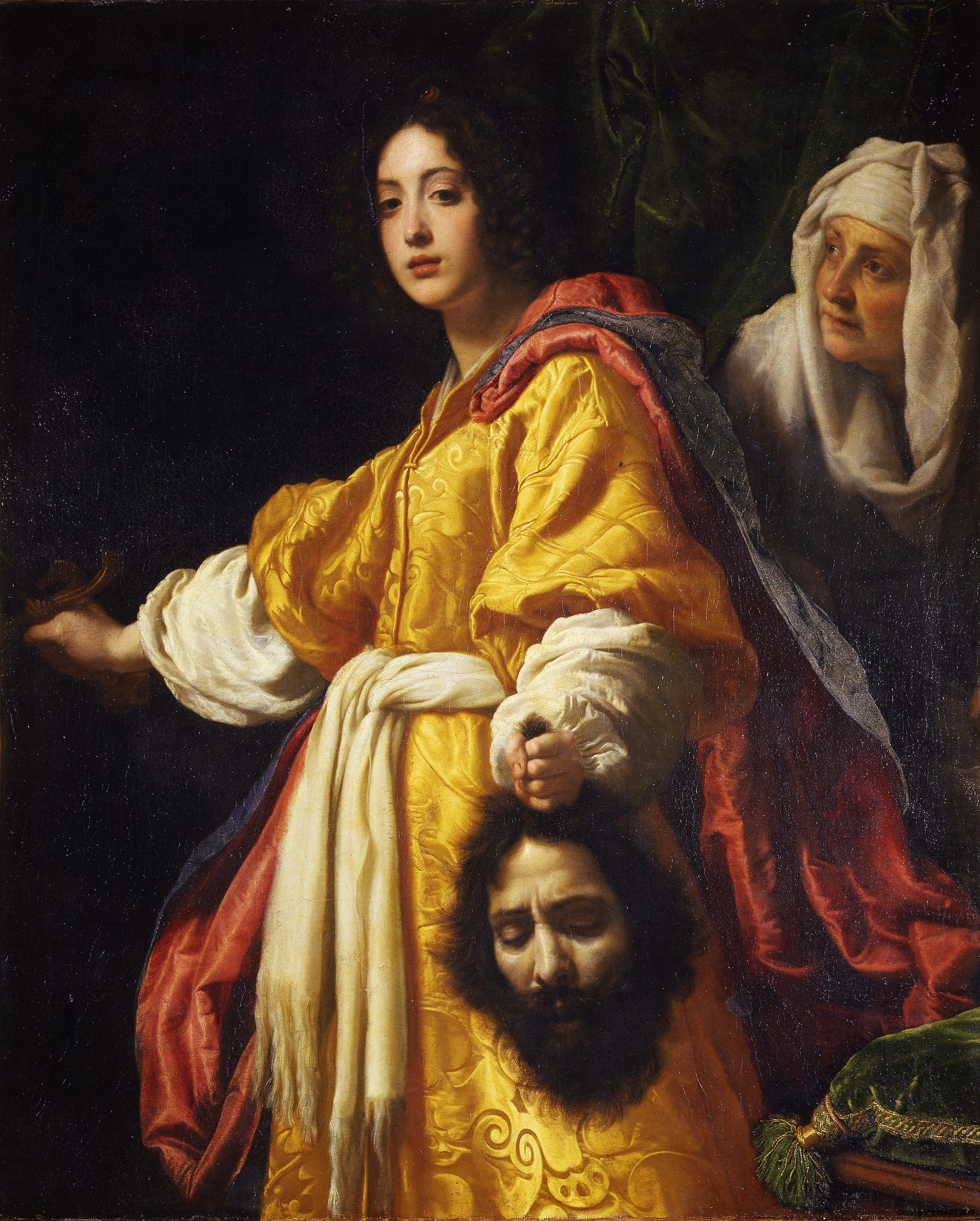
Judith et la tête d'Holopherne, 1610-1612 par Cristofano Allori, huile sur toile, 139 × 116 cm, galerie Palatine, Palais Pitti, Florence

La Giuditta peut se référer à l'un des nombreux oratorios italiens.
Toutes ces œuvres intitulées La Giuditta concernent la figure de Judith, issue d'apocryphes bibliques, qui a libéré la ville assiégée de Bethulia par la séduction et la décapitation de l'ennemi, le général Holopherne. Judith et Holopherne sont les deux rôles principaux communs à toutes les versions. Les caractères accessoires, tels que, dans la plus vaste Giuditta de Scarlatti, Achior, capitaine révolté par la brutalité d'Holopherne qui passe à l'armée israélite, n'apparaissent pas dans les autres versions.

## Oratorios en italien

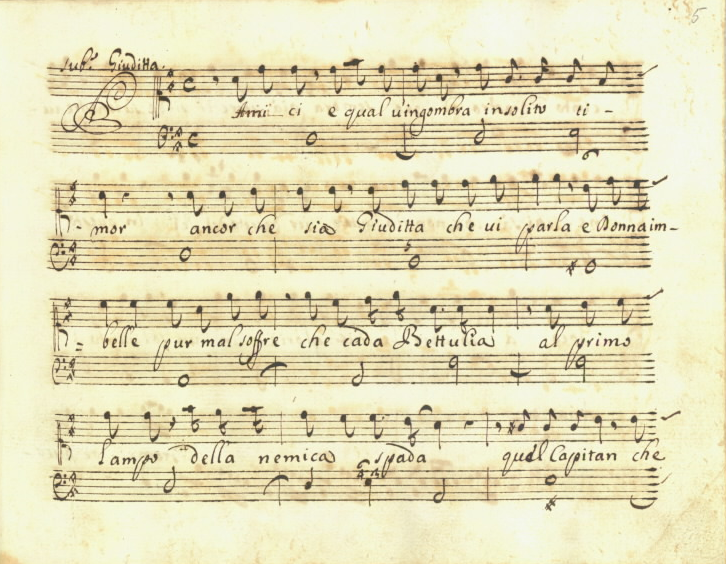
Le premier récitatif de Judith dans le manuscrit de Naples (1693) : Amis, quelle est donc cette crainte jamais vue qui vous paralyse ?.

### Giudittade Scarlatti (5 voix)
Alessandro Scarlatti, La Giuditta, Rome, 1693 (R.500.9) ; livret du Cardinal Pietro Ottoboni. À cinq voix. « Scarlatti le considère comme son meilleur oratorio et sa structure dramatique, rapidement entrelacé de brèves scènes dans le camp d'Holopherne, avec des événements de la ville troublée, est remarquable ».
Enregistrements :
- Maria Zadori (Giuditta) ; Drew Minter (Oloferne) ; Guy de Mey (Achior), Capella Savaria, dir. Nicolas Macgegan (Hungaroton HCD 12910)
- Gloria Banditelli (Giuditta), Rossana de Bertini, Silvia Picollo, Europa Galante, dir. Fabio Biondi (Opus 111 OPS 30-96).
- Céline Ricci, soprano (Guditta) ; Martin Oro, contre-ténor alto (Oloferne) ; Vincenzo Di Donato, ténor (Achior) ; Le Parlement de musique, dir. Martin Gester (octobre 2004, Festival d'Ambronay) (OCLC 658536821).

### Giudittade Scarlatti (3 voix)
Alessandro Scarlatti, La Giuditta, Rome ou Naples 1697. Livret du Prince Antonio Ottoboni, père du cardinal. Ce petit ouvrage pour trois voix, cordes et basse continue, qui est aujourd'hui connu comme La Giuditta de « Cambridge », depuis que le manuscrit est conservé à la Rowe Music Library du King's College de Cambridge,.
Enregistrements :
- Rosita Frisani (Giuditta) ; Mario Nuvoli (Oloferne), Marco Lazzara (Nutrice) ; Alessandro Stradella Consort, dir. Estevan Velardi (1995, Bongiovanni GB2197-2) (OCLC 950868207)
- Julianne Baird, soprano (Giuditta) ; Philip Anderson, ténor (Oloferne) ; Marshall Coid, contreténor (Nutrice) ; The Queen's Chamber Band, Elaine Comparone (2005, Albany Records TROY904-05) (OCLC 705355326)
- Sophie Landy (Giuditta) ; Carl Ghazarossian (Oloferne) ; Raphaël Pichon (Nutrice) ; Ensemble baroque de Nice, dir. Gilbert Bezzina (concerts 6-7 et 9 mars 2008, Dynamic) (OCLC 326882498).

### Giudittad'Almeida
Francisco António de Almeida, La Giuditta, Rome 1726
Enregistrement :
- Gloria Banditelli (Giuditta) ; Antonio Abete (Oloferne) ; Giuditta Colombo, Géraldine Roux, Paolo Tognon ; Concerto Köln, dir. René Jacobs (1992, 2CD Harmonia Mundi) (OCLC 253681159).

### Giudittade Metastasio
- Le livret de Metastasio, imprimé dans certaines éditions comme Giuditta, est mieux connu comme Betulia liberata (« La Libération de Béthulie »), K. 118, 1771. L'original du livret de Metastasio est conçu à l'intention de Georg Reutter le jeune (1734) et aussi utilisé par trente autres compositeurs, dont le jeune Mozart, âgé de quinze ans.

### Autres compositeurs

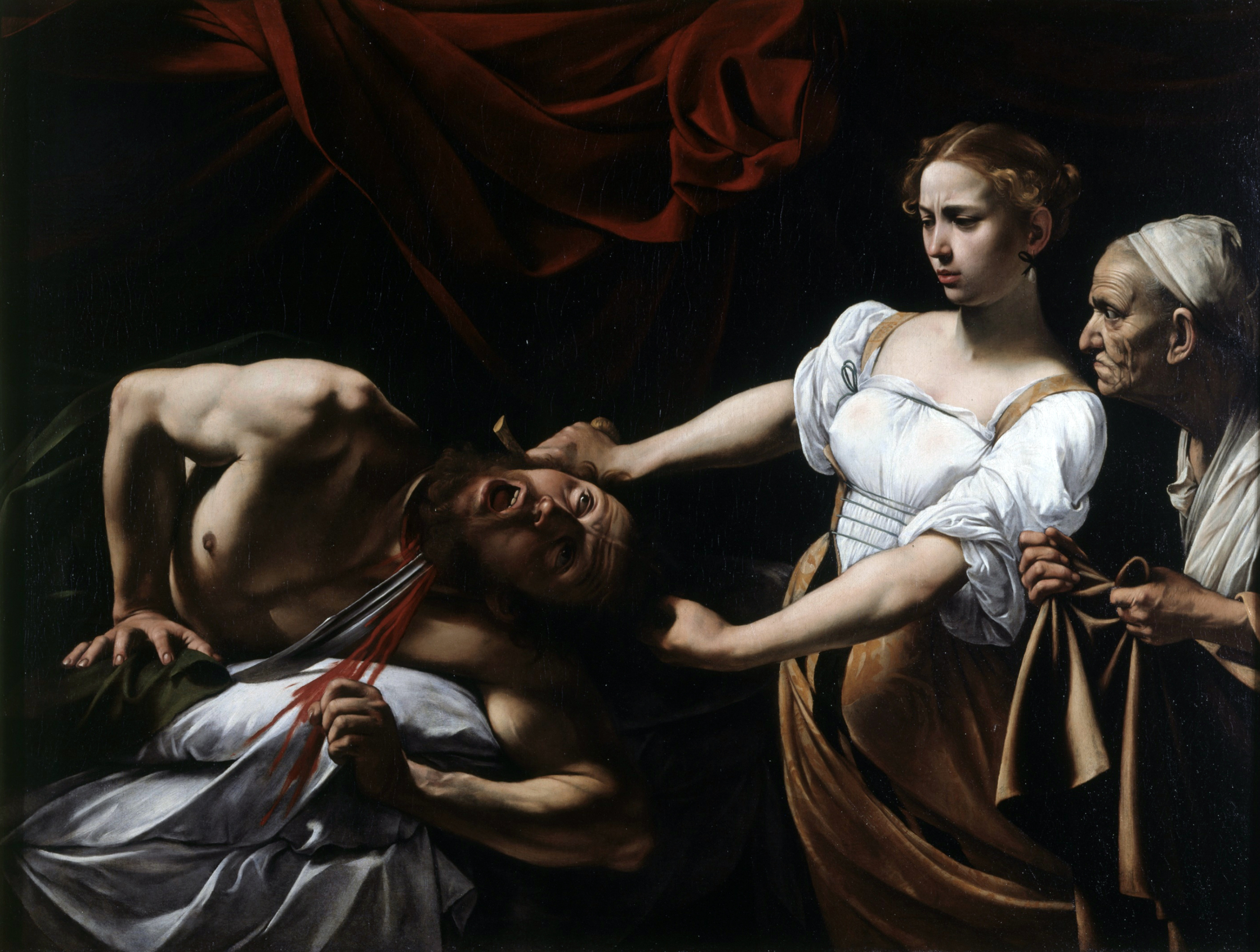
Judith décapite Holopherne par Le Caravage.

- Marco da Gagliano La Giuditta (1626) ; opéra en trois actes (perdu), livret d'Andrea Salvadori, utilisé comme base pour la Judith de Martin Opitz (1635).
- Maurizio Cazzati, Bologne 24 mars 1668. Livret du comte Astorre Orsi.
- Antonio Draghi, Vienne 1668
- Marc'Antonio Ziani, Vienne 1686
- Antonio Lotti, La Giuditta a 3 voci, Vienne 1701
- Carlo Badia, Vienne 1704
- Benedetto Marcello, 1709 sur son propre livret
- Carlo Badia (deuxième partition), Vienne 1710
- Giuseppe Porsile, Vienne 1723
- Jean-Baptiste Stuck, œuvre perdue signalée dans le Catalogue des livres de Monsieur Du F*** (Lyon, 1759)[5] : "308. La Giudita, oratorio a quattro voci, con violini di Giov. Batt. Stuch. in-4. obl. manus."

## Oratorios latins
Ces oratorios sont généralement répertoriées sous les noms latins :
- Vivaldi, Juditha triumphans